# Murusumbwe
Murusumbwe är ett periodiskt vattendrag i Burundi.   Det ligger i provinsen Bubanza, i den nordvästra delen av landet, 40 km norr om huvudstaden Bujumbura.
Omgivningarna runt Murusumbwe är en mosaik av jordbruksmark och naturlig växtlighet. Runt Murusumbwe är det tätbefolkat, med 383 invånare per kvadratkilometer.